# Associazione Calcio Monza 1934-1935
Questa voce raccoglie le informazioni riguardanti l'Associazione Calcio Monza nelle competizioni ufficiali della stagione 1934-1935.

## Organigramma societario
Area direttiva
- Presidente: Avv. Gaetano Ciceri, poi Giuseppe Viganò[1]
- Vice Presidente: Rag. Dino Dossi e Dott. Massimo Brigatti
- Consiglieri: Rag. Lino Camagni, Augusto Cereda, Giuseppe Corno, Luigi Crippa, Silvio Garbagnati, Alfredo Garlati, Carlo Gaviraghi, Emilio Marelli, comm. Cesare Vigoni e Pier Giuseppe Vismara.

Area organizzativa
- Segretario: Augusto Consiglio
- Cassiere: Giuseppe Verderio

Commissione tecnica
- Componenti: ???
- Medico sportivo: dr. Giuseppe De Simoni

## Stagione
Il Monza conferma di avere un ottimo organico per questa categoria, classificandosi ancora nelle prime tre posizioni dopo l'eccezionale stagione precedente.
Rientra dalla Pro Lissone Pietro Lorenzini che realizzò sei reti.
Il miglior realizzatore di stagione è stato comunque Virginio Vismara con undici centri, mentre il migliore dell'ultimo quinquennio risultò essere Giovanni Arosio realizzatore in questa stagione di 10 reti.

## Rosa
| N. |                   | Ruolo | Calciatore         |
| -- | ----------------- | ----- | ------------------ |
|    | Italia (bandiera) | A     | Giovanni Arosio    |
|    | Italia (bandiera) | D     | Alessandro Banfi   |
|    | Italia (bandiera) | A     | Luigi Beretta      |
|    | Italia (bandiera) | A     | Tommaso Carta      |
|    | Italia (bandiera) | C     | Pietro Casanova    |
|    | Italia (bandiera) | C     | Enrico Colombo (I) |
|    | Italia (bandiera) | A     | Renzo Crespi       |
|    | Italia (bandiera) | A     | Attilio Farina     |
|    | Italia (bandiera) | A     | A. Fossati         |
|    | Italia (bandiera) | P     | Francesco Frigerio |
|    | Italia (bandiera) | A     | Luigi Gelosa       |

| N. |                   | Ruolo | Calciatore       |
| -- | ----------------- | ----- | ---------------- |
|    | Italia (bandiera) | A     | Pietro Lorenzini |
|    | Italia (bandiera) | A     | Angelo Meroni    |
|    | Italia (bandiera) | P     | Antonio Micucci  |
|    | Italia (bandiera) | A     | Enrico Pedrini   |
|    | Italia (bandiera) | A     | Aurelio Piazza   |
|    | Italia (bandiera) | C     | Mario Riva I     |
|    | Italia (bandiera) | A     | Rizzi            |
|    | Italia (bandiera) | D     | Costantino Sala  |
|    | Italia (bandiera) | C     | Giacomo Villa II |
|    | Italia (bandiera) | A     | Virginio Vismara |

## Risultati

### Girone di andata
| Monza 7 ottobre 1934 1ª giornata | Monza           | 0 – 0 | Lecco | Campo di via Ghilini\| Arbitro: \| Tommei (Savona) \| |
| Arbitro:                         | Tommei (Savona) |       |       |                                                       |

| Arbitro: | Moretti (Genova) |

|                                    |           |               |
| Lazzaroni 2’, 39’ Belloni 23’, 85’ | Marcatori | 68’ Lorenzini |

| Arbitro: | Capelli (Trieste) |

|                 |           |  |
| Arosio 30’, 72’ | Marcatori |  |

| Arbitro: | Giovannoni (Bologna) |

|            |           |                            |
| De Cani 1’ | Marcatori | 26’, 32’ Piazza 54’ Meroni |

| Arbitro: | Severi (Cremona) |

|                                         |           |                   |
| Farina 15’ Piazza 24’ Riva I 47’ (rig.) | Marcatori | 51’ (rig.) Fratti |

| Saronno 25 novembre 1934 6ª giornata | Saronno        | 0 – 0 | Monza | Stadio del Littorio\| Arbitro: \| Savio (Torino) \| |
| Arbitro:                             | Savio (Torino) |       |       |                                                     |

| Arbitro: | Anceschi (Genova) |

|                                     |           |                         |
| Lorenzini 17’ Riva I 20’ Meroni 25’ | Marcatori | 35’ Grassi 45’ Bernabei |

| Arbitro: | De Melgazzi (Milano) |

|  |           |                 |
|  | Marcatori | 3’ (aut.) Motta |

| Arbitro: | Pasturenti (Voghera) |

|                        |           |               |
| Pedrini 44’ Farina 90’ | Marcatori | 16’ Rigamonti |

| Arbitro: | De Michelis (Torino) |

|                                      |           |                               |
| Vismara 60’ Lorenzini 78’ Arosio 86’ | Marcatori | 5’ Beretta 65’ (aut.) Colombo |

| Arbitro: | Reggiani (Brescia) |

|            |           |  |
| Ferrari 4’ | Marcatori |  |

| Arbitro: | Anceschi (Genova) |

|                                          |           |                                   |
| Valtorta 19’ Parravicini 21’ Biraghi 76’ | Marcatori | 8’ Vismara 14’ Arosio 23’ Pedrini |

| Arbitro: | Zilli (Reggio Emilia) |

|                                                  |           |  |
| Vismara 18’, 20’, 75’, 89’ Arosio 30’ Piazza 45’ | Marcatori |  |

### Girone di ritorno
| Arbitro: | De Benedictis (Padova) |

|                                         |           |  |
| Tedeschi 10’ Citterio 50’ Caldirola 89’ | Marcatori |  |

| Arbitro: | Brisca (Novara) |

|             |           |              |
| Colombo 90’ | Marcatori | 27’ Mandelli |

| Arbitro: | Rovero (Voghera) |

|                              |           |  |
| Capra II 8’, 74’ Dossena 49’ | Marcatori |  |

| Arbitro: | Binetti (Bari) |

|                                                |           |  |
| Arosio 36’ Meroni 65’ Villa II 73’ Vismara 77’ | Marcatori |  |

| Arbitro: | Morellato (Vicenza) |

|  |           |            |
|  | Marcatori | 85’ Arosio |

| Arbitro: | Carletti (Ancona) |

|                 |           |  |
| Arosio 83’, 85’ | Marcatori |  |

| Arbitro: | Fois (Roma) |

|                  |           |                           |
| Dalle Vedove 15’ | Marcatori | 54’ Vismara 59’ Lorenzini |

| Arbitro: | Sorbi (Genova) |

|           |           |                                     |
| Rizzi 37’ | Marcatori | 46’ Sacchi 50’ Raffaini 77’ Scolari |

| Arbitro: | Ronzio (Roma) |

|                                            |           |                                      |
| Perfetti 25’, 66’ Perina 44’ Rigamonti 74’ | Marcatori | 2’ Vismara 37’ Lorenzini 90’ Colombo |

| Arbitro: | Rosso (Torino) |

|                |           |                           |
| Beretta R. 56’ | Marcatori | 25’ Beretta L. 74’ Arosio |

| Arbitro: | Collina (Savona) |

|                             |           |                    |
| Arosio 41’ Beretta 44’, 68’ | Marcatori | 16’ (rig.) Ferrari |

| Arbitro: | Iannantoni (La Spezia) |

|                                                      |           |           |
| Lorenzini 5’ Meroni 9’ Vismara 55’ (rig.) Riva I 74’ | Marcatori | 39’ Mirto |

| Arbitro: | Candela (Genova) |

|            |           |                             |
| Gelosa 23’ | Marcatori | 27’ (rig.) Vismara 57’ Sala |

## Statistiche

### Statistiche di squadra
| Competizione    | Punti | In casa | In casa | In casa | In casa | In casa | In casa | In trasferta | In trasferta | In trasferta | In trasferta | In trasferta | In trasferta | Totale | Totale | Totale | Totale | Totale | Totale | D.R. |
| Competizione    | Punti | G       | V       | N       | P       | Gf      | Gs      | G            | V            | N            | P            | Gf           | Gs           | G      | V      | N      | P      | Gf     | Gs     | D.R. |
| --------------- | ----- | ------- | ------- | ------- | ------- | ------- | ------- | ------------ | ------------ | ------------ | ------------ | ------------ | ------------ | ------ | ------ | ------ | ------ | ------ | ------ | ---- |
| Prima Divisione | 36    | 13      | 10      | 2       | 1       | 34      | 12      | 13           | 6            | 2            | 5            | 18           | 22           | 26     | 16     | 4      | 6      | 52     | 34     | +18  |

### Statistiche dei giocatori
| Giocatore    | Prima Divisione | Prima Divisione |
| Giocatore    | Presenze        | Reti            |
| ------------ | --------------- | --------------- |
| G. Arosio    | 24              | 10              |
| A. Banfi     | 12              | 0               |
| L. Beretta   | 6               | 4               |
| T. Carta     | 1               | 0               |
| P. Casanova  | 20              | 0               |
| E. Colombo   | 23              | 2               |
| R. Crespi    | 3               | 0               |
| A. Farina    | 6               | 2               |
| A. Fossati   | 5               | 0               |
| F. Frigerio  | 14              | -18             |
| L. Gelosa    | 4               | 0               |
| P. Lorenzini | 26              | 6               |
| A. Meroni    | 21              | 4               |
| A. Micucci   | 12              | -16             |
| E. Pedrini   | 8               | 2               |
| A. Piazza    | 10              | 4               |
| M. Riva      | 21              | 3               |
| . Rizzi      | 3               | 1               |
| C. Sala      | 26              | 1               |
| G. Villa     | 24              | 1               |
| V. Vismara   | 17              | -11             |

## Arrivi e partenze
| Acquisti | Acquisti         | Acquisti            | Acquisti   |
| R.       | Nome             | da                  | Modalità   |
| -------- | ---------------- | ------------------- | ---------- |
| A        | Luigi Gelosa     | Pro Lissone         | definitivo |
| C        | Pietro Lorenzini | Pro Lissone         | definitivo |
| P        | Antonio Micucci  | Pro Lissone         | definitivo |
| A        | Enrico Pedrini   | ???                 | definitivo |
| A        | Aurelio Piazza   | La Dominante (ULIC) | definitivo |

| Cessioni | Cessioni          | Cessioni | Cessioni   |
| R.       | Nome              | a        | Modalità   |
| -------- | ----------------- | -------- | ---------- |
| A        | Felice Arienti    | Seregno  | definitivo |
| A        | Guglielmo Arienti | ???      | definitivo |
| ?        | Clelio Cavenaghi  | ???      | definitivo |
| D        | Giovanni Dusi     | ???      | definitivo |
| ?        | Armando Monzini   | ???      | definitivo |
| ?        | Eliseo Nova       | ???      | definitivo |
| P        | Angelo Piffarerio | ???      | definitivo |
| A        | Emilio Ravera     | ???      | definitivo |
| P        | Giulio Sironi     | Merate   | definitivo |
| A        | Guido Valli       | Falck    | definitivo |